# Stora Rötjärnen, Värmland
Stora Rötjärnen är en sjö i Filipstads kommun och Hällefors kommun i Värmland och ingår i Göta älvs huvudavrinningsområde. Sjön är 15,2 meter djup, har en yta på 0,24 kvadratkilometer och befinner sig 297,1 meter över havet. Sjön avvattnas av vattendraget Sångsbäcken.

## Delavrinningsområde
Stora Rötjärnen ingår i det delavrinningsområde (663591-142262) som SMHI kallar för Inloppet i Stor Sången. Medelhöjden är 274 meter över havet och ytan är 5,67 kvadratkilometer. Det finns inga avrinningsområden uppströms utan avrinningsområdet är högsta punkten. Sångsbäcken som avvattnar avrinningsområdet har biflödesordning 3, vilket innebär att vattnet flödar genom totalt 3 vattendrag innan det når havet efter 362 kilometer. Avrinningsområdet består mestadels av skog (92 procent). Avrinningsområdet har 0,3 kvadratkilometer vattenytor vilket ger det en sjöprocent på 5,3 procent.